# Charles Cassal
Charles Cassal, né le 1er avril 1818 à Altkirch et mort le 11 mars 1885 à Londres est un homme politique français.

## Biographie
Issu d'une famille d'origine italienne installée dans le Sundgau après 1648, Hugues Charles Stanislas Cassal est le fils de Célestin Ignace Mathias CASSAL greffier au tribunal d'Altkirch et de M-Anne Antoinette HUGENSCHMIDT . En 1840, il termine ses études de droit à l'Université de Strasbourg et devient avocat à la Cour de Colmar.
Conseiller municipal à Altkirch, il est élu maire de cette ville après la Révolution de février 1848. En 1849, il est élu membre du conseil général du Haut-Rhin et représentant du peuple à l'Assemblée législative. Républicain démocrate-socialiste, il appartient au groupe de la Montagne et s'oppose au président Bonaparte ainsi qu'à la majorité conservatrice du parti de l'Ordre. Il vote ainsi contre l'expédition de Rome, contre la loi du 31 mai 1850 restreignant le suffrage universel, et contre la loi Falloux. Ses prises de position lui valent d'être destitué de son mandat municipal en 1850.

Opposé aux ambitions impériales du Président de la République, il fait partie, les 3 et 4 décembre 1851, des quelques députés qui tentent de soulever le peuple parisien contre le Coup d'État.
Exilé en Angleterre, Cassal se réfugie à Londres, où il gagne sa vie comme professeur de français. Enseignant au lycée attaché à l'University College (UCL) à partir de 1857, il est nommé, après concours, titulaire de la chaire de langue et littérature françaises de l'UCL en 1860. En 1879, il est élu doyen de la faculté de lettres et de droit de l'UCL.

Il est également nommé examinateur dans plusieurs écoles militaires anglaises telles que Sandhurst et Woolwich. Il a ainsi présidé l'examen qui a admis le prince impérial au rang d'officier britannique.

Nommé chevalier de la Légion d'honneur en 1880, Charles Cassal meurt en 1885. Il est enterré au cimetière londonien de West Hampstead.